# Oolderplas

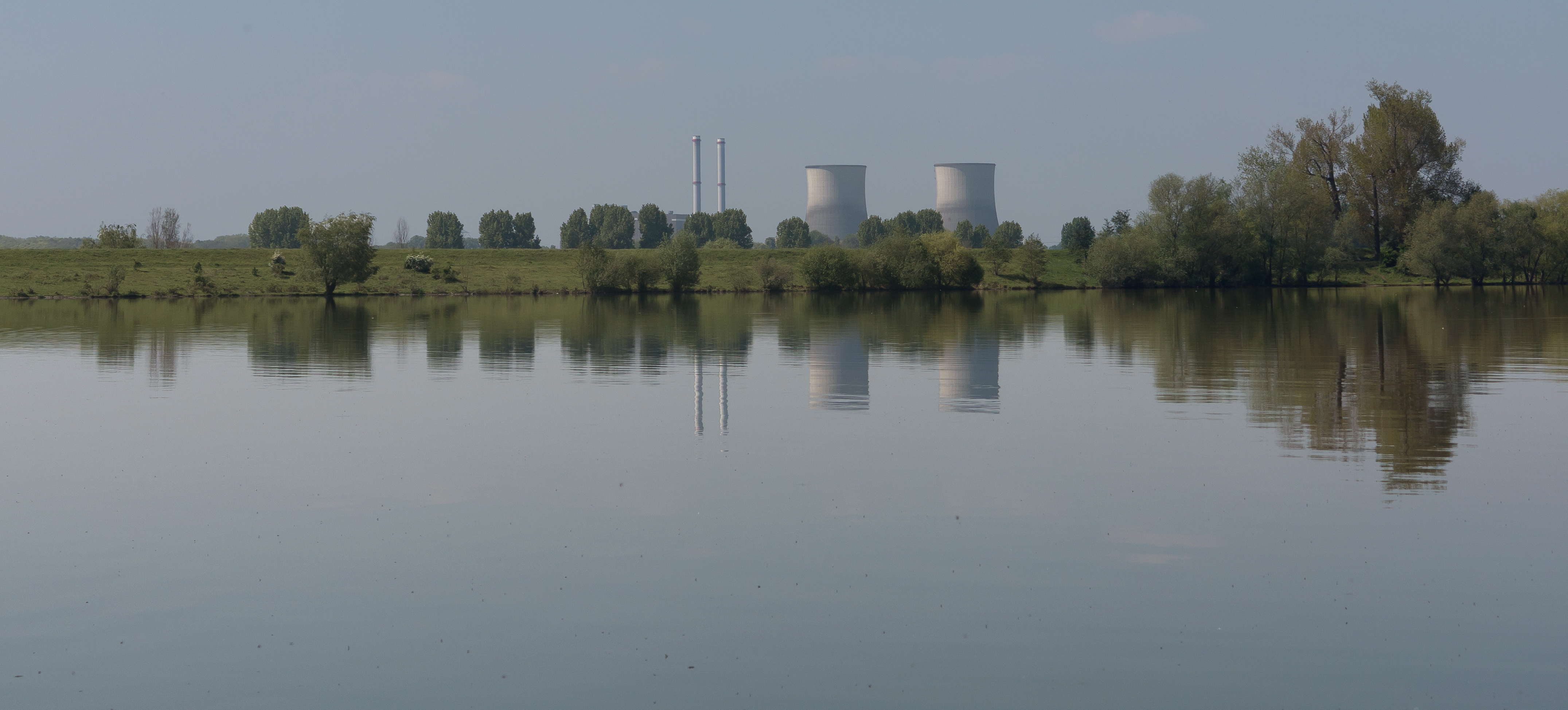
tussen Merum en Ool, de Oolderplas

De Oolderplas is een Maasplas die is ontstaan door grindwinning en zich bevindt tussen de Maas en het Lateraalkanaal Linne-Buggenum. De naam van de plas refereert aan de buurtschap Ool. De plas wordt gebruikt voor rustige waterrecreatie en de oevers vormen het natuurgebied Isabelle Greend en Oolder Greend. Deze gebieden zijn eigendom van het Limburgs Landschap. De plas plus de oevergebieden meet 263 ha.
De zeer grote plas heeft een maximale diepte van 32 meter en kent nauwelijks waterplanten. De plas is een overwinteringsgebied voor watervogels: IJsduiker, roodkeelduiker en aalscholver worden er waargenomen.
De Oolder Greend en de Isabelle Greend zijn oevergebieden die gescheiden worden door de verbinding van de Oolderplas met de Maas. Ze bestaan uit graslanden, bosjes  en een enkele ondiepe plas. De Oolder Greend werd vroeger intensief gebruikt door landbouw en recreatie, de Isabelle Greend kent een meer afwisselende plantengroei. Deze gebieden worden begraasd met koniks en galloways.